# Малая Алешня (река)
Малая Але́шня (устар. Лупи́ловка) — река в России, протекает в Рязанской области. Правый приток Хупты. Длина реки составляет 31 км. Площадь водосборного бассейна — 147 км².

## География
Река Малая Алешня берёт начало у села Чуриловка. Течёт на запад и впадает в Хупту южнее города Ряжск. Устье реки находится в 19 км по правому берегу реки Хупты.

## Данные водного реестра
По данным государственного водного реестра России относится к Окскому бассейновому округу, водохозяйственный участок реки — Проня от истока и до устья, речной подбассейн реки — Бассейны притоков Оки до впадения Мокши. Речной бассейн реки — Ока.
Код объекта в государственном водном реестре — 09010102112110000025684.